# Frjálslyndi flokkurinn
Frjálslyndi flokkurinn (Liberala Partiet) var ett socialliberalt politiskt parti på Island. Partiet grundades år 1998 av tidigare parlamentsledamoten Sverrir Hermannsson, som tidigare varit aktiv inom center-högerpartiet Sjálfstæðisflokkurinn. I valet år 2003 fick partiet fyra mandat till det isländska alltinget. Partiet var för Islands medlemskap i NATO, men starkt emot USA:s intrång i Irak. Partiet såg negativt på ett isländskt medlemskap i Europeiska unionen.
2012 uppgick partiet i det nyskapade partiet Daggry. 